# Dendrobium tipula
Dendrobium tipula är en orkidéart som beskrevs av Johannes Jacobus Smith. Dendrobium tipula ingår i släktet Dendrobium, och familjen orkidéer. Inga underarter finns listade i Catalogue of Life.